# 94号加利福尼亚州州道
94号加利福尼亚州州道（英語：California State Route 94, SR 94）是位于圣迭戈县的一条东西方向的州级公路。该公路从圣迭戈市区附近的5号州际公路分出，然后东以高速公路形式向东延伸，直到与125号加利福尼亚州州道相交，之后再以非高速公路形式继续向东直到汇入8号州际公路，全长63.324英里。